# Гельмут Шмекель
Гельмут Шмекель (нім. Helmut Schmoeckel; 18 грудня 1917, Берлін — ?) — німецький офіцер-підводник, капітан-лейтенант крігсмаріне.

## Біографія
3 квітня 1936 року вступив на флот. В 1938 році виявилось, що дід Шмекеля по материнській лінії був євреєм, і він був звільнений з флоту, проте завдяки клопотанню батька в липні 1939 року був поновлений на службі. З 1 вересня 1939 по липень 1942 року — дивізійний офіцер на важкому крейсері «Адмірал Гіппер». З 6 липня по 21 листопада 1942 року пройшов курс підводника. З 16 грудня 1942 року — 1-й вахтовий офіцер на підводному човні U-504, на якому взяв участь у двох походах. 7-14 червня 1943 року пройшов курс кермування, з 15 червня по 15 липня — курс командира човна, з 3 серпня по 12 грудня — командирську практику на U-802. З 13 грудня 1943 року — командир U-802, на якому здійснив 4 походи в Північну Атлантику (разом 247 днів у морі). Під час свого першого походу 22 березня 1944 року потопив канадський торговий пароплав Watuka водотоннажністю 1621 тонну, який перевозив 1998 тонн вугілля; 1 з 26 членів екіпажу загинув. 11 травня 1945 року разом з U-802 здався британським військам в Лох-Еріболл.
Після звільнення з полону написав книгу «Людяність у морській війні» (нім. Menschlichkeit im Seekrieg), в якій описав численні випадки, коли німецькі підводники надали допомогу вцілілим членам екіпажів затоплених ворожих кораблів.

## Звання
- Кандидат в офіцери (3 квітня 1936)
- Морський кадет (10 вересня 1936)
- Фенріх-цур-зее (1 травня 1937)
- Оберфенріх-цур-зее (1 липня 1938)
- Лейтенант-цур-зее (1 жовтня 1938)
- Оберлейтенант-цур-зее (1 жовтня 1940)
- Капітан-лейтенант (1 березня 1943)

## Нагороди
- Залізний хрест
  - 2-го класу (16 квітня 1940)
  - 1-го класу (1944)
- Нагрудний знак флоту (1 листопада 1941)
- Нагрудний знак підводника (30 травня 1943)
- Фронтова планка підводника в сріблі (1945)